# Andrianovita
L'andrianovita és un mineral de la classe dels silicats que pertany al grup de l'eudialita. Rep el seu nom en honor de Valeriy Ivanovich Andrianov (1938-1991), cristal·lògraf rus.

## Característiques
L'andrianovita és un ciclosilicat de fórmula química Na₁₂(K,Sr,Ce)₃Ca₆Mn₃Zr₃Nb(Si₂₅O₇₃)(O,H₂O,OH)₅. Cristal·litza en el sistema trigonal.
Segons la classificació de Nickel-Strunz, l'andrianovita pertany a «09.CO: Ciclosilicats amb enllaços de 9 [Si9O27]18-» juntament amb els següents minerals: alluaivita, eudialita, ferrokentbrooksita, kentbrooksita, khomyakovita, manganokhomyakovita, oneil·lita, raslakita, feklichevita, carbokentbrooksita, zirsilita-(Ce), ikranita, taseqita, rastsvetaevita, golyshevita, labyrinthita, johnsenita-(Ce), mogovidita, georgbarsanovita, aqualita, dualita, voronkovita i manganoeudialita .
Només se n'ha trobat andrianovita al mont Koashva, a la Península de Kola (óblast de Múrmansk, Rússia).